# ألبيديفيراكس
ألبيديفيراكس (الاسم العلمي: Albidiferax) هي جنس من البكتيريا، سلبية الغرام، تتبع فصيلة كوماموناسيات.